# Gouvernement Leburton I
Royaume de Belgique
Gaston Eyskens V Leburton II
Le gouvernement Leburton Ier est une coalition de socialistes, sociaux-chrétiens et libéraux qui gouverne la Belgique du 26 janvier au 23 octobre 1973.
Le choc pétrolier de 1973 consécutif à la guerre du Kippour conduit le gouvernement à chercher des alternatives au pétrole, comme le gaz, le charbon ou le nucléaire ; des dimanches sans voiture sont également organisés à l'automne 1973 afin d'économiser le pétrole.

## Composition
| Fonction                                                                                              | Titulaire | Titulaire             | Parti |
| --- | --------- | --------------------- | ----- |
| Premier ministre                                                                                      |           | Edmond Leburton       | PSB   |
| Vice-Premier ministre et ministre du Budget, chargé de la Coordination des Réformes institutionnelles |           | Leo Tindemans         | CVP   |
| Vice-Premier ministre et ministre des Finances                                                        |           | Willy De Clercq       | PVV   |
| Ministre des Affaires étrangères                                                                      |           | Renaat Van Elslande   | CVP   |
| Ministre de l'Intérieur                                                                               |           | Édouard Close         | PSB   |
| Ministre de la Défense nationale                                                                      |           | Paul Vanden Boeynants | PSC   |
| Ministre des Communications                                                                           |           | Edward Anseele        | BSP   |
| Ministre de la Santé publique, de l'Environnement et de la Famille                                    |           | Jos De Saeger         | CVP   |
| Ministre de la Justice                                                                                |           | Herman Vanderpoorten  | PVV   |
| Ministre de l'Éducation nationale                                                                     |           | Michel Toussaint      | PSC   |
| Ministre de la Politique scientifique, des Cantons de l'Est et du Tourisme                            |           | Charles Hanin         | PSC   |
| Ministre des Travaux Publics                                                                          |           | Alfred Califice       | PSC   |
| Ministre de la Prévoyance sociale                                                                     |           | Frank Van Acker       | BSP   |
| Ministre de l'Éducation nationale                                                                     |           | Willy Calewaert       | BSP   |
| Ministre des Affaires bruxelloises                                                                    |           | Guy Cudell            | PSB   |
| Ministre de l'Agriculture                                                                             |           | Albert Lavens         | CVP   |
| Ministre des Classes moyennes                                                                         |           | Léon Hannotte         | PLP   |
| Ministre de la Culture française                                                                      |           | Pierre Falize         | PSB   |
| Ministre des Affaires sociales et de l'Emploi                                                         |           | Ernest Glinne         | PSB   |
| Ministre des Affaires wallonnes                                                                       |           | Jean-Pierre Grafé     | PSC   |
| Ministre de la Culture flamande et des Affaires flamandes                                             |           | Jos Chabert           | CVP   |
| Secrétaire d'État à la Politique portuaire                                                            |           | Hendrik Fayat         | BSP   |
| Secrétaire d'État à la Fonction publique                                                              |           | Placide De Paepe      | CVP   |
| Secrétaire d'État à l'Aménagement du Territoire et au Logement                                        |           | Abel Dubois           | PSB   |
| Secrétaire d'État à l'Économie régionale                                                              |           | Luc Dhoore            | CVP   |
| Secrétaire d'État à la Famille                                                                        |           | Maria Gevaert         | CVP   |
| Secrétaire d'État à l'Aménagement du Territoire et au Logement                                        |           | Marcel Wandewiele     | CVP   |
| Secrétaire d'État à la Coopération au Développement                                                   |           | Irène Pétry           | PSB   |
| Secrétaire d'État au Budget                                                                           |           | Antoine Humblet       | PSC   |
| Secrétaire d'État aux Réformes institutionnelles et administratives                                   |           | Jef Ramaekers         | BSP   |
| Secrétaire d'État aux Réformes institutionnelles et administratives                                   |           | Louis Olivier         | PLP   |
| Secrétaire d'État aux Cantons de l'Est et au Tourisme                                                 |           | Guillaume Schyns      | PSC   |
| Secrétaire d'État aux PTT                                                                             |           | Jos Daems             | PVV   |
| Secrétaire d'État au Commerce extérieur                                                               |           | André Kempinaire      | PVV   |
| Secrétaire d'État à l'Économie régionale                                                              |           | Jean Defraigne        | PLP   |